# レーティッシュ鉄道アルブラ線・ベルニナ線と周辺の景観
レーティッシュ鉄道アルブラ線・ベルニナ線と周辺の景観（レーティッシュてつどうアルブラせん・ベルニナせんとしゅうへんのけいかん）は、スイスとイタリアが共有する「国境を越える世界遺産」のひとつである。スイスのグラウビュンデン州からイタリアのロンバルディア州ソンドリオ県にかけてを走るレーティッシュ鉄道のアルブラ線とベルニナ線は、登山鉄道で広く見られるラック式を採用していない粘着式鉄道としてはヨーロッパ最高地点を通る鉄道であり、20世紀初頭における技術的到達の優れた例証などとして、2008年にUNESCOの世界遺産リストに加えられた。登録面積約152 haのうち、イタリア領内は3 haである。

## アルブラ線
レーティッシュ鉄道はスイスのグラウビュンデン州を中心に様々な路線を抱えている同国最大級の私鉄である。そのうちのアルブラ線はクールとサンモリッツを結ぶ路線で、開通は1904年のことである。アルブラ線は89kmの路線だが、世界遺産に登録されているのはトゥジスからサンモリッツまでの67km（支線含む）で、687m（トゥジス）から1,819m（アルブラ峠）までの高低差を最急勾配35‰で走行する。開通時に狭軌世界最長だったアルブラトンネル（全長5,866m）、アルブラ線内で「最も有名な景観群のひとつ」といわれるラントヴァッサー橋、それよりも高いソリス橋（高さ87m）などの特徴的な構造物を含み、アルブラ渓谷の自然景観とともに路線の見所を形成している。

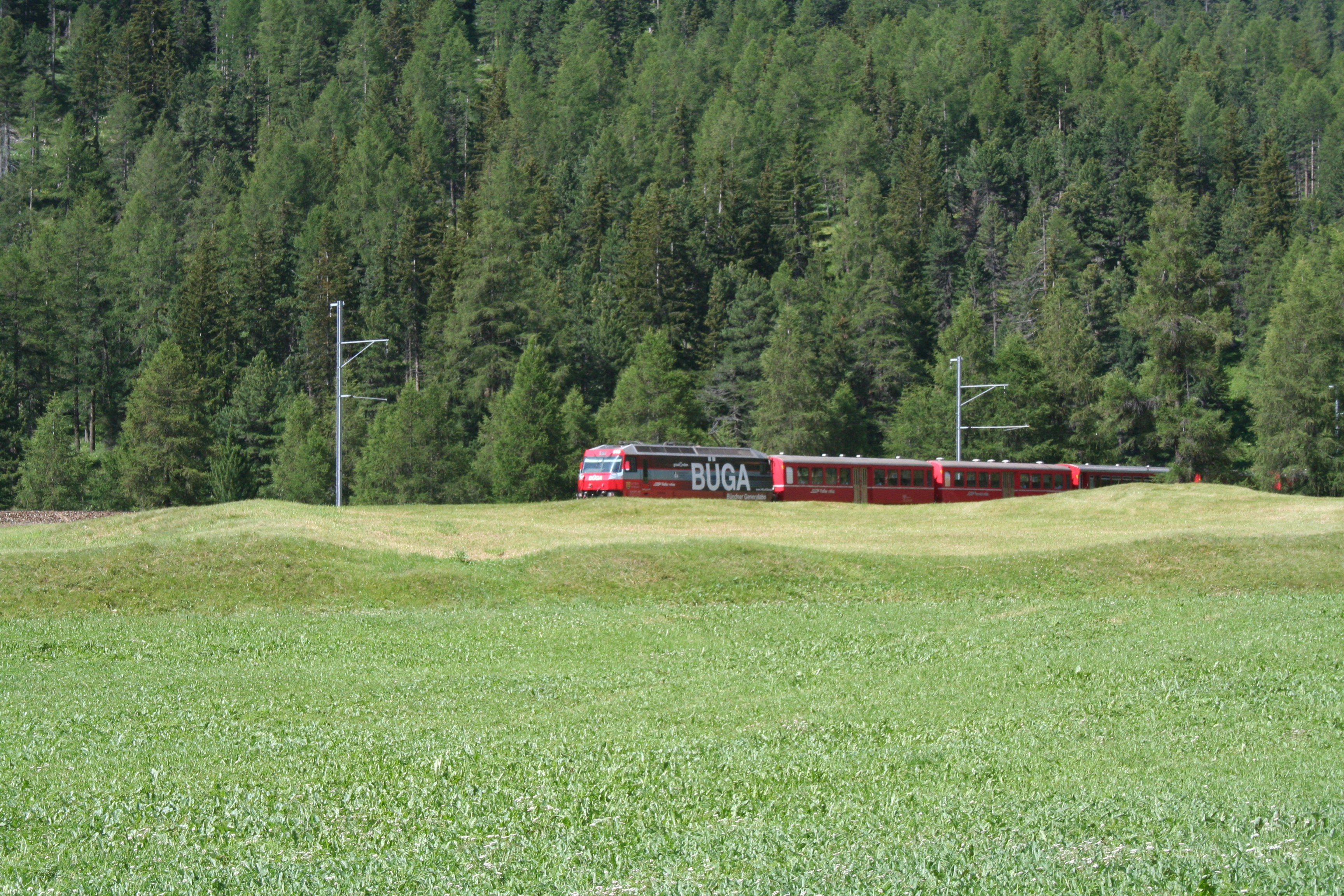
アルブラ線と周辺の景観
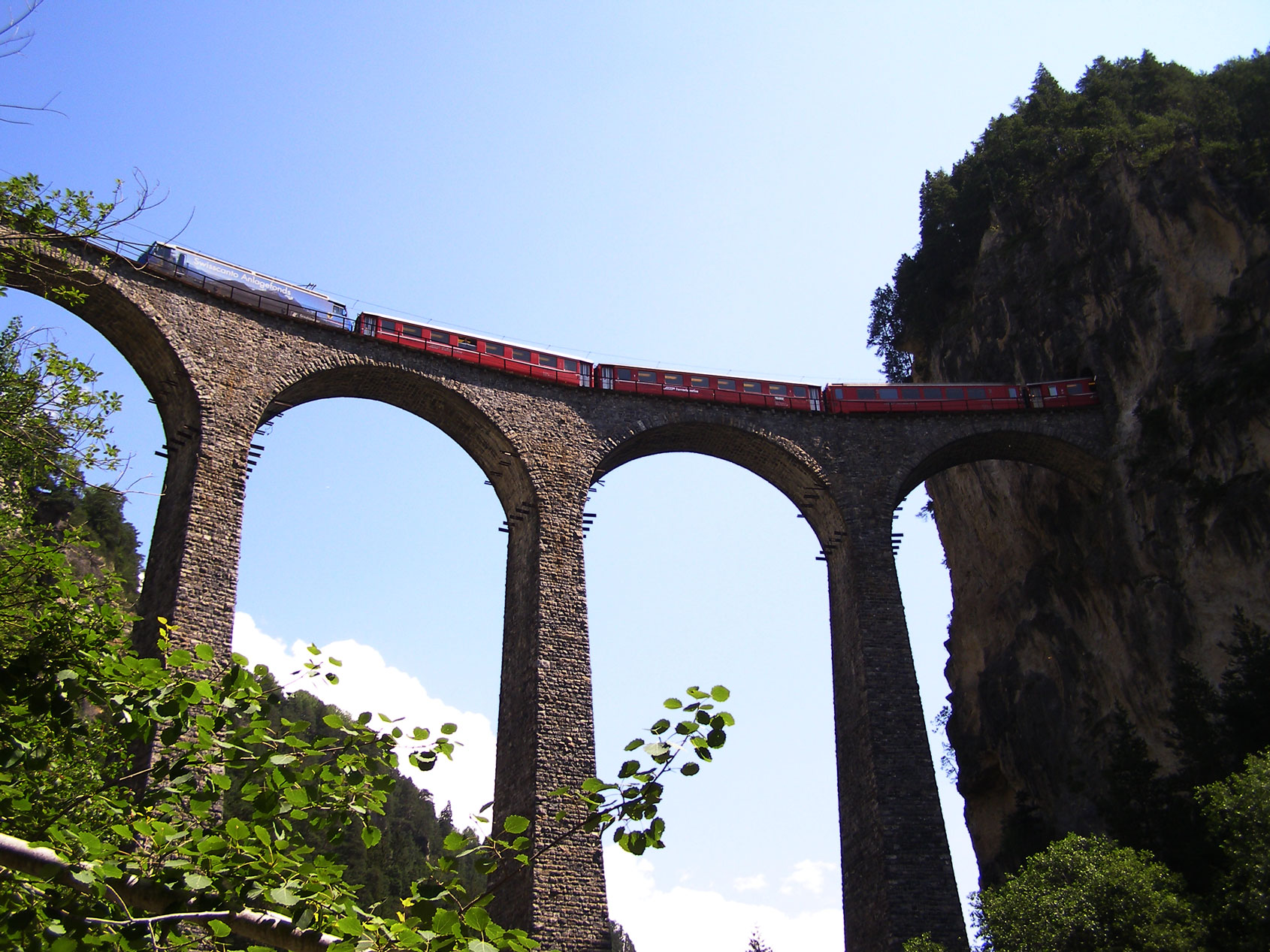
ラントヴァッサー橋
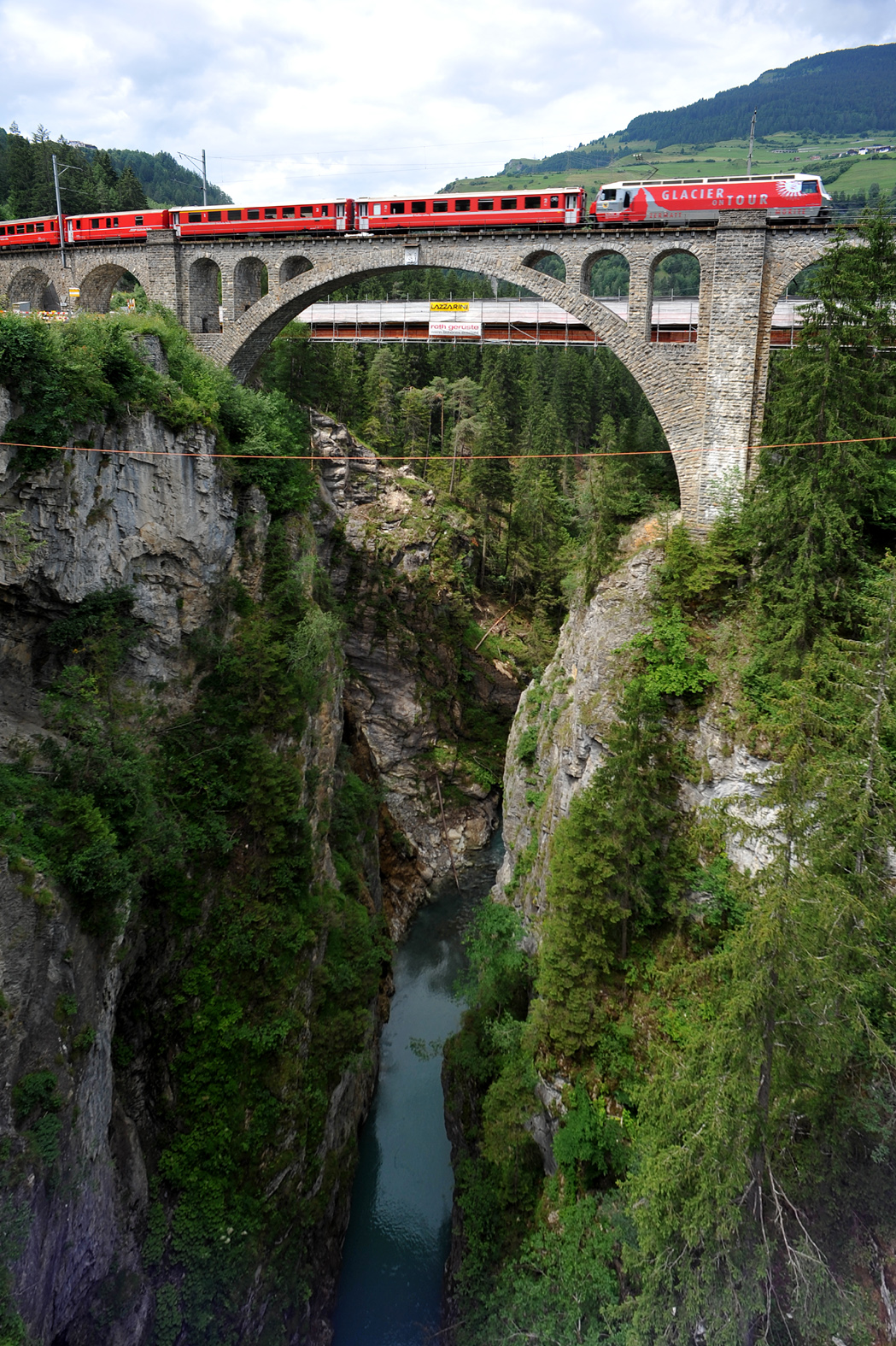
ソリス橋

## ベルニナ線
ベルニナ線はサンモリッツからティラーノまでの61kmの路線で、開通は1910年のことであった。当初はレーティッシュ鉄道とは別個の鉄道だったが、第二次世界大戦の影響をうけて経済的に厳しい状態になったことから、1944年にレーティッシュ鉄道の一部となった。429m（アッダ）から2,253m（ベルニナ峠）までの高低差を最急勾配70‰で走行する。ラック式を使わない代わりに、オープンループやヘアピンカーブを多用しており、途中のオスピツィオ・ベルニナ駅は、粘着式鉄道のヨーロッパの駅としては最高地点である。オスピツィオ・ベルニナ駅は氷河湖ラーゴ・ビアンコの湖畔にあり、森林限界を越えた周辺ではモルテラッチュ氷河やカンブレナ氷河などを見ることができる。ベルニナ線の車窓から見られる景観は「欧州車窓展望ベスト10」（トーマス・クック・グループ）にも選出されている。

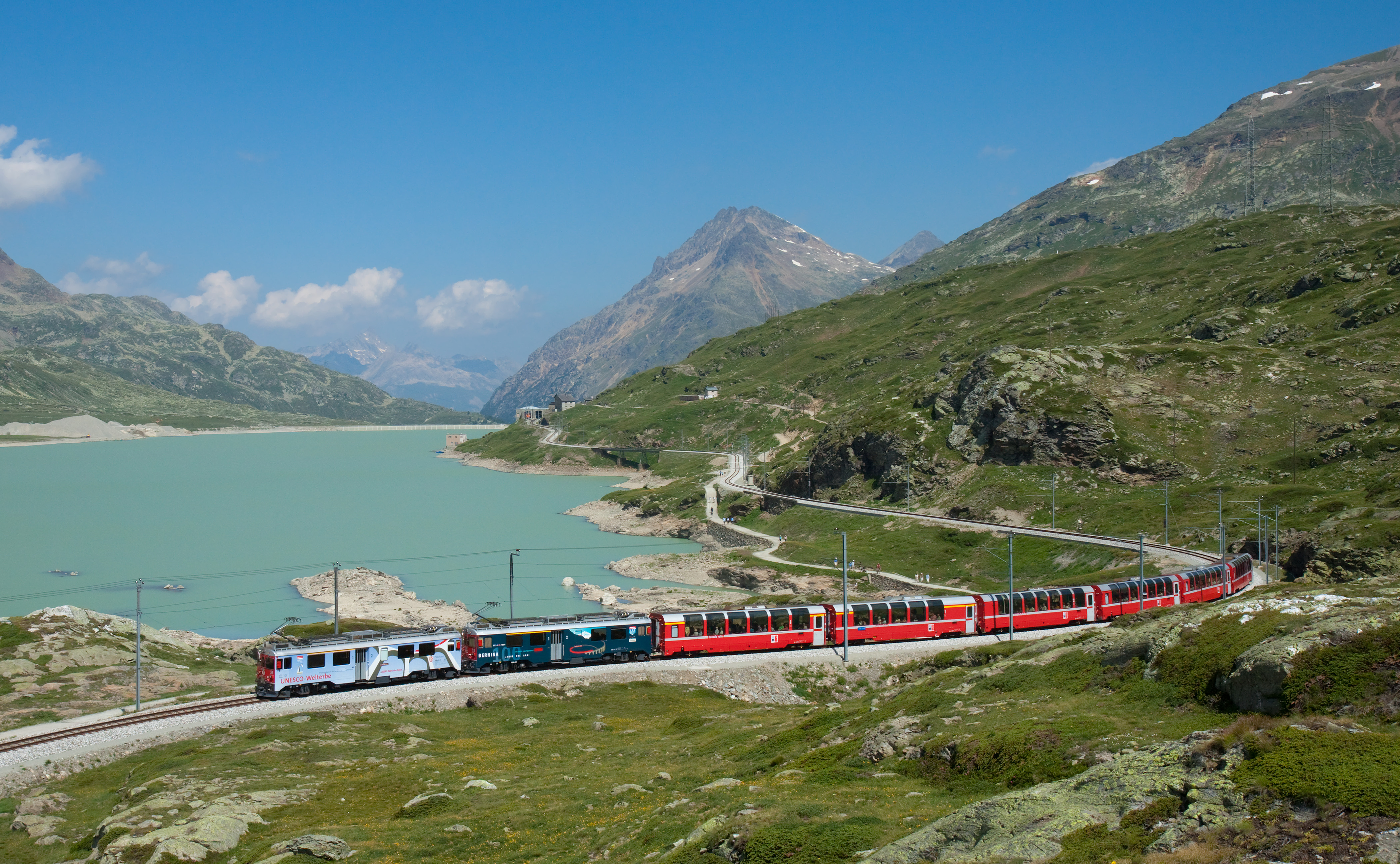
ラーゴ・ビアンコ付近
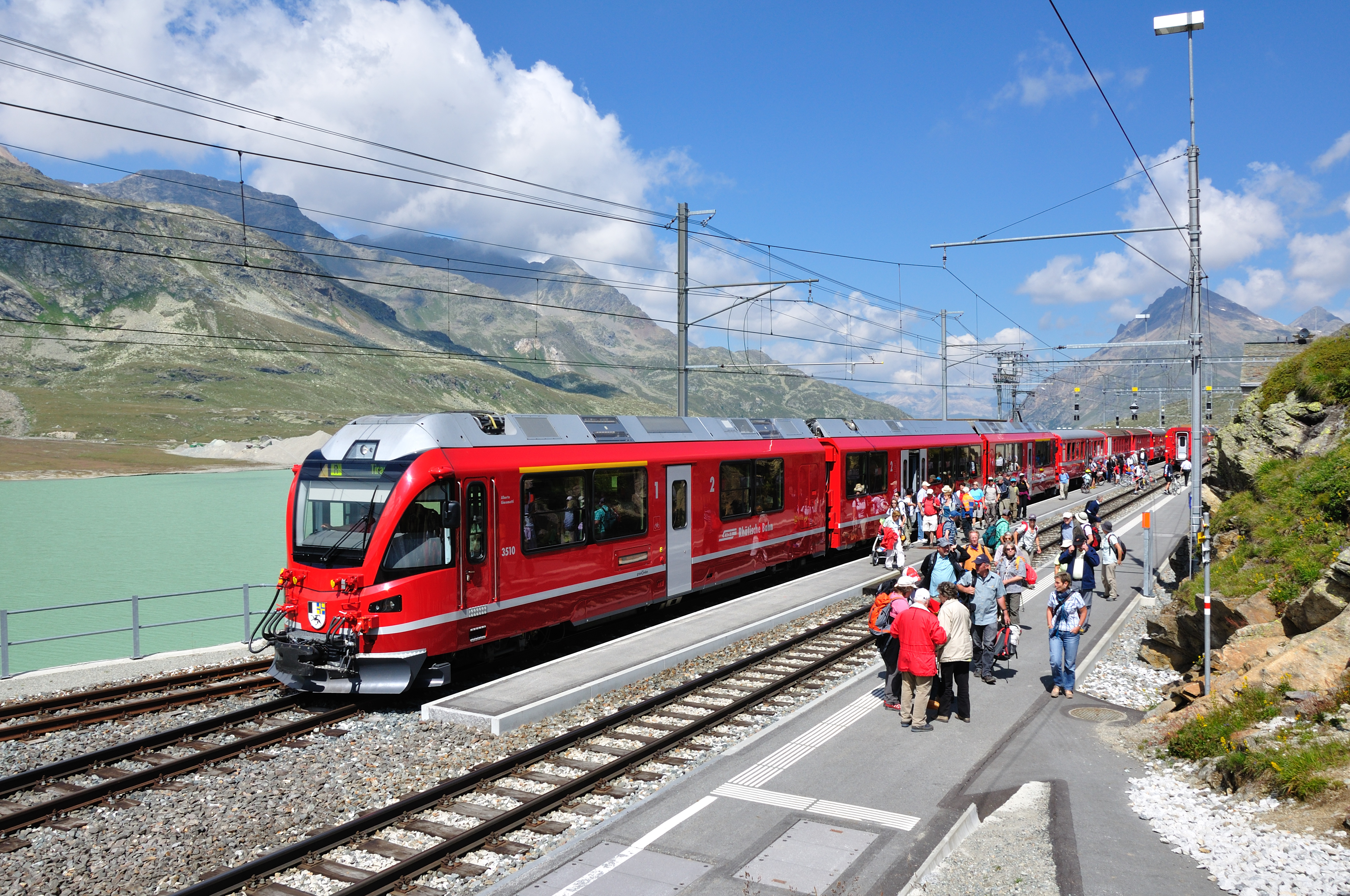
オスピツィオ・ベルニナ駅
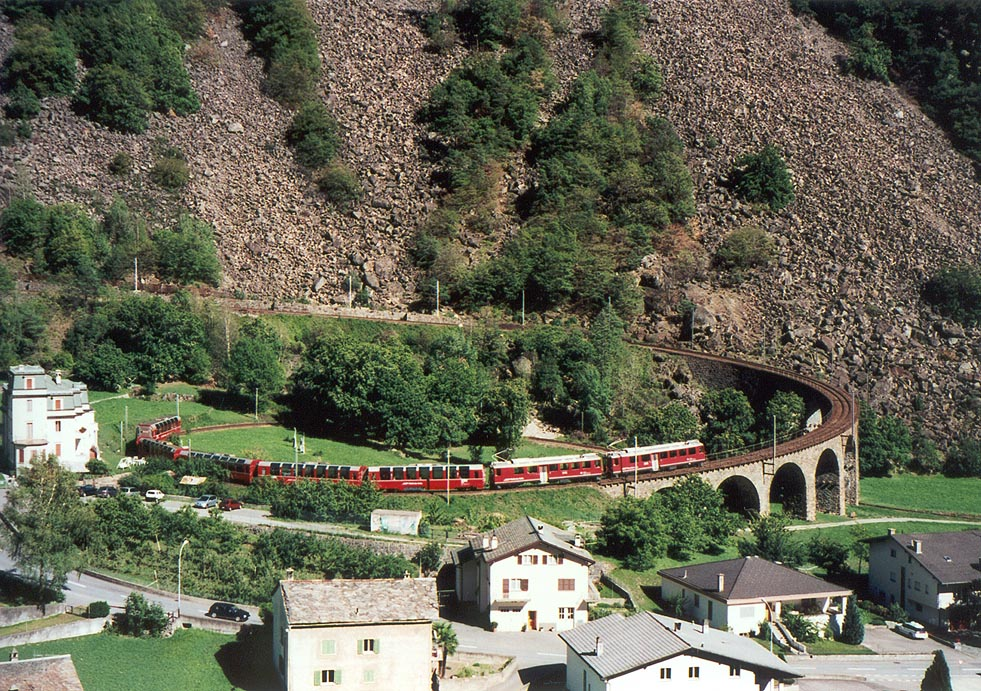
ブルージオ橋のループ線
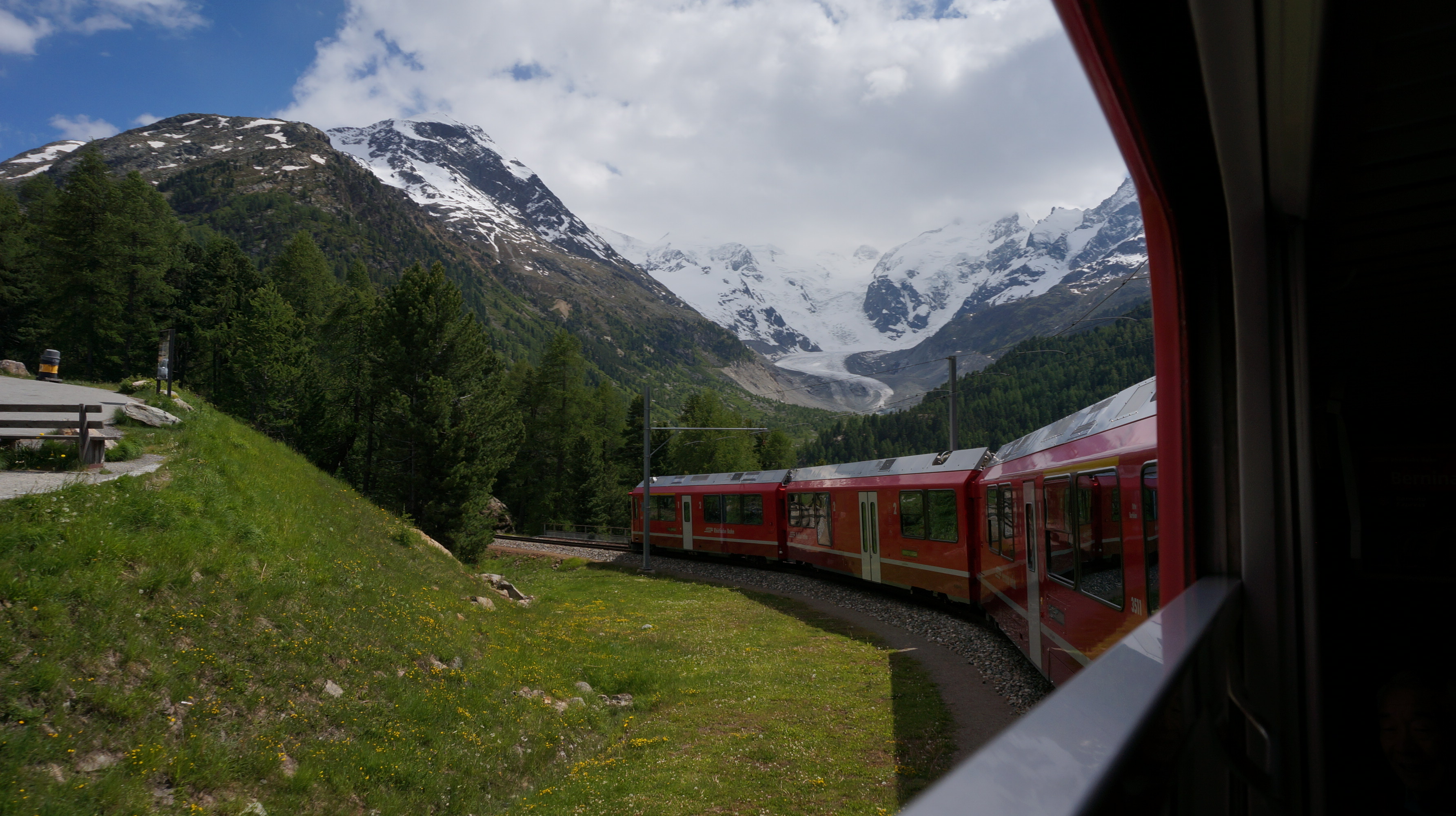
ベルニナ線から見たモルテラッチ氷河

## 登録経緯

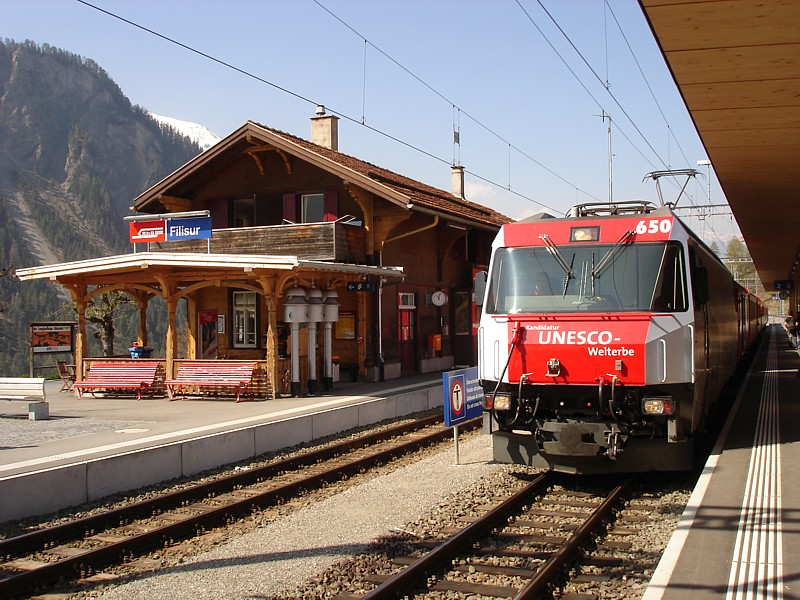
世界遺産登録に向けたキャンペーンを行なっていたときの車両

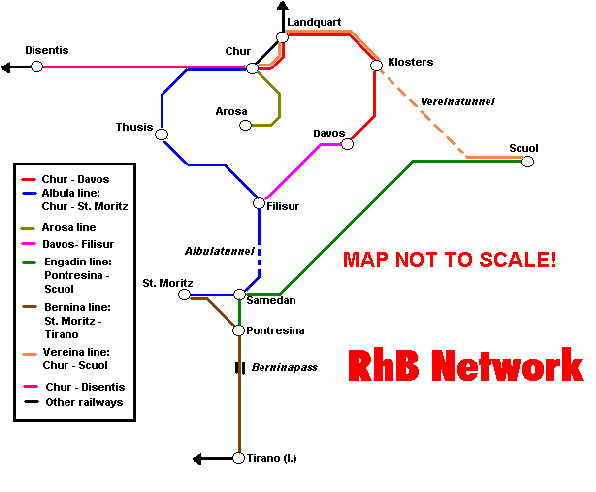
レーティッシュ鉄道の路線図。青い線の一部 (Thusis - St.Moritz) と茶色の線が世界遺産登録範囲

レーティッシュ鉄道アルブラ線・ベルニナ線の登録に当たっては、鉄道会社だけでなく、国家、地域、地元の各レベルの関係者も参画しているスイス・イタリアの国際的な保存管理団体が設立されており、「国境を越える世界遺産」の保存管理のあり方として、その規模の大きさや管理の徹底性が評価されている。
こうした動きを踏まえ、この物件が世界遺産の暫定リストに登録されたのは2004年12月28日のことであり、正式に推薦されたのは2006年12月21日のことであった。推薦時の名称は「レーティシュ鉄道アルブラ線・ベルニナ線と周辺の文化的景観」(Rhaetian railway in the Albula / Bernina Cultural Landscapes ; Le chemin de fer rhétique dans le paysage culturel de l’Albula et de la Bernina) となっていた。
世界遺産委員会の諮問機関である国際記念物遺跡会議 (ICOMOS) は、国際産業遺産保存委員会 (TICCIH) や歴史的庭園・文化的景観に関する国際科学委員会 (International Scientific Committee on Historic Gardens and Cultural Landscapes) などの意見も仰ぎつつ、勧告書を作成した。その内容は、推薦物件の世界遺産としての顕著な普遍的価値を認め、世界遺産リストへの「登録」を勧告するものではあったが、周辺で文化的景観を形成していると認められる地域が世界遺産の範囲ではなく、緩衝地域に含まれていることを理由に、名称から「文化的」の語を除外することもあわせて勧告した。
2008年の第32回世界遺産委員会の審議では、この勧告を踏襲する形で登録された。このため、世界遺産としての正式登録名は、Rhaetian Railway in the Albula / Bernina Landscapes （英語）、Chemin de fer rhétique dans les paysages de l’Albula et de la Bernina （フランス語）となった。その日本語訳は資料によって以下のような違いがある
- レーティシュ鉄道アルブラ線・ベルニナ線と周辺の景観 - 日本ユネスコ協会連盟[15]
- レーティッシュ鉄道アルブラ線、ベルニナ線と周辺の景観 - 正井泰夫[16]
- レーティッシュ鉄道アルブラ線とベルニナ線の景観群 - 古田陽久・古田真美[17]
- アルブラとベルニナの景観とレーティッシュ鉄道 - 世界遺産アカデミー[6]
- レーティシュ鉄道のアルブラ線とベルニナ線の文化的景観 - 谷治正孝[18]

この物件は、ゼメリング鉄道（オーストリア、1998年登録）、インドの山岳鉄道群（インド、1999年登録、2005年・2008年拡大）、ブダペスト地下鉄1号線（ハンガリー、2002年）などに続く鉄道の世界遺産である。また、スイスとイタリアが共有する初の世界遺産となった。

## 登録範囲

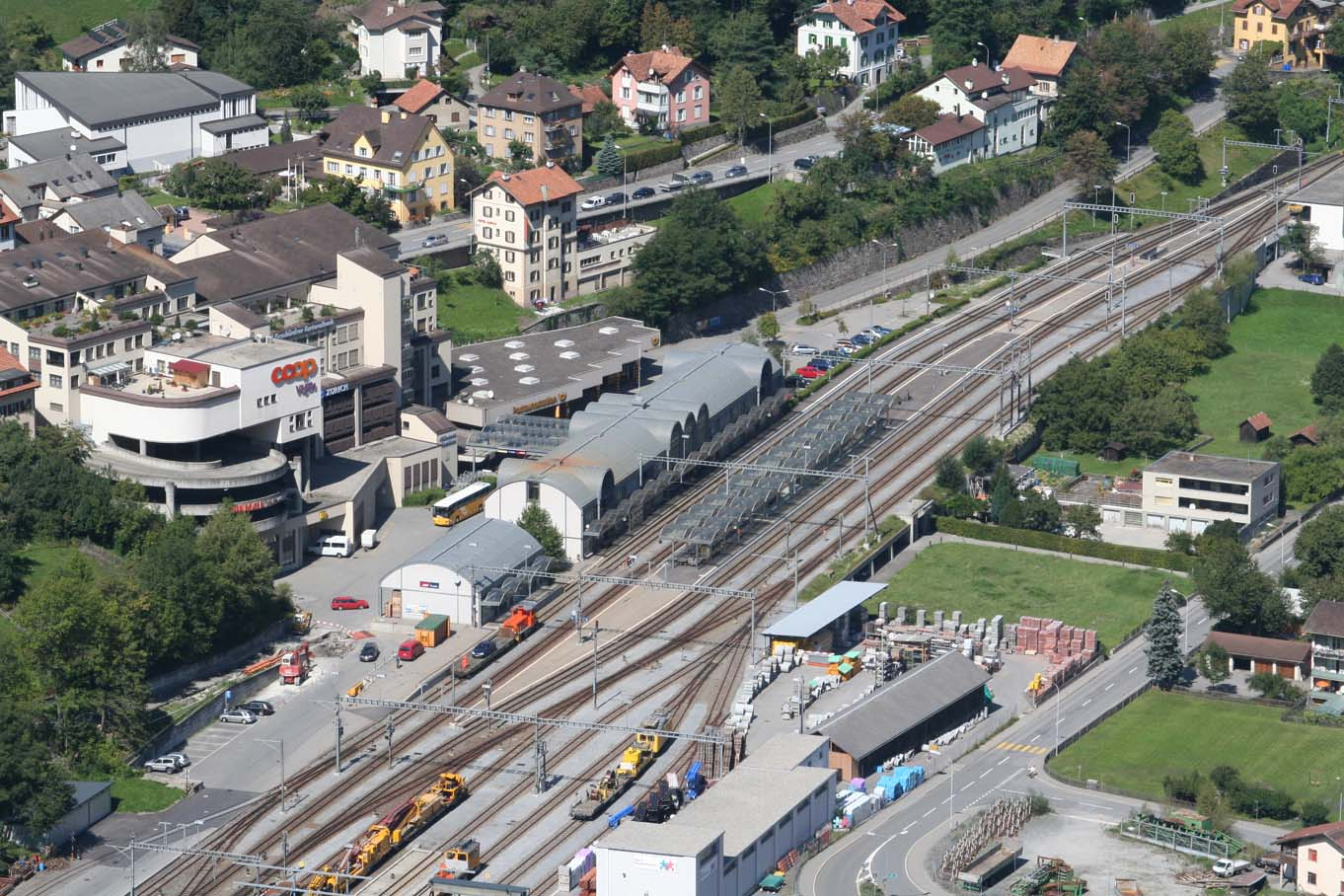
トゥジス駅

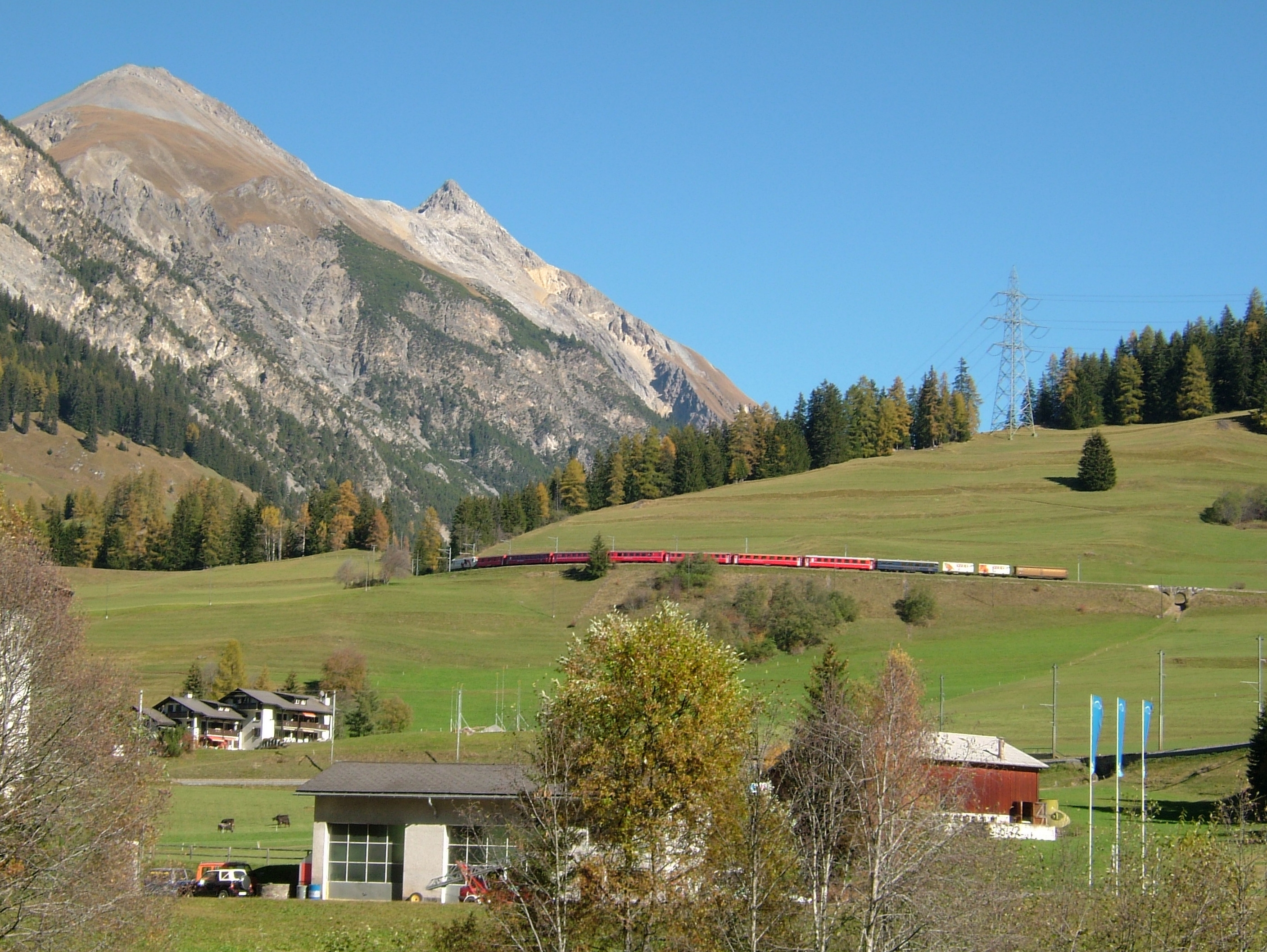
アルブラ線と周辺の景観

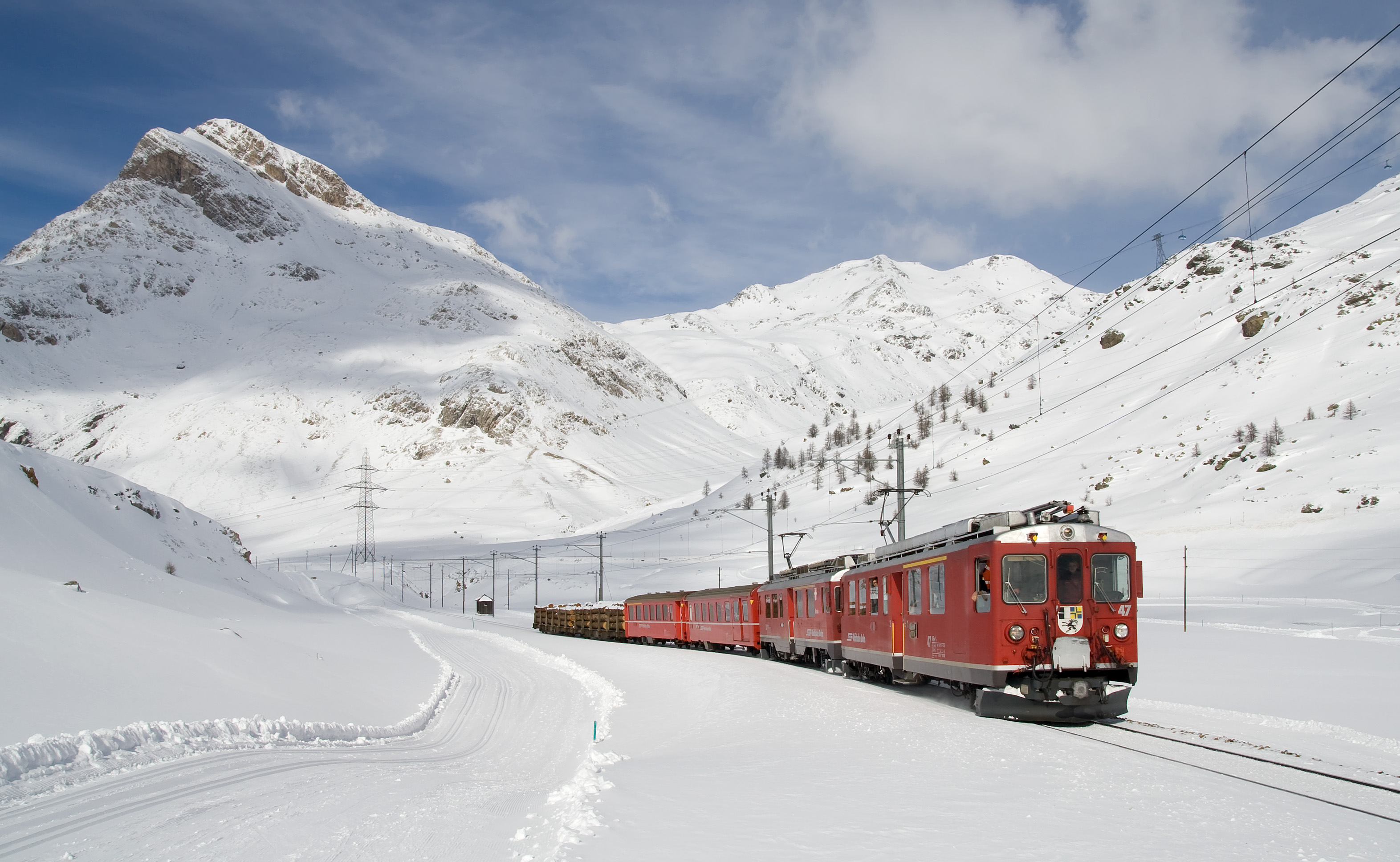
ベルニナ線と周辺の景観

世界遺産に登録されているのは、アルブラ線のトゥジス駅 - サンモリッツ駅間とベルニナ線のサンモリッツ駅 - ティラーノ駅間、およびそれらの周辺の景観地域である。各区間の途中駅のほか、側線や分岐器などの構造物もすべて含むが、変容の度合いが大きいと判断されたトゥジス駅舎は登録対象から除外されている。
世界遺産の周囲には緩衝地域が設定されている。緩衝地域は世界遺産の顕著な普遍的価値を守るために、いくらかの制限が掛けられる区域だが、世界遺産の正式登録範囲には含まれない。この世界遺産の特色は、緩衝地域が3つのレベルで分類されていることにある。第1緩衝地域は車窓から見える範囲など路線に比較的近く、文化的景観を形成すると見なされている地域である。世界遺産登録面積が約152haなのに対し、第1緩衝地域は総面積5,436.0 ha（うちイタリア領28.4ha）になる。第2緩衝地域は世界遺産登録面積に近い範囲のうち、都市・農村の住宅地など、レーティッシュ鉄道の世界遺産としての価値形成に直接的には寄与しない地区が対象となっており、面積は1,140.4ha（うちイタリア領76.4ha）である。第3緩衝地域は周辺の自然景観や農業景観のうち、より遠い地域を対象とするもので、車窓から見える遠景を構成している。その面積は102,809haに及び、緩衝地域全体（約109,386ha）の大半を占めている。

## 登録基準
この世界遺産は世界遺産登録基準のうち、以下の条件を満たし、登録された（以下の基準は世界遺産センター公表の登録基準からの翻訳、引用である）。
- (2) ある期間を通じてまたはある文化圏において、建築、技術、記念碑的芸術、都市計画、景観デザインの発展に関し、人類の価値の重要な交流を示すもの。
  - 世界遺産委員会の決議ではこの基準の適用理由について、「レーティッシュ鉄道のアルブラ線とベルニナ線は、顕著な技術的・建築学的・環境的集合体を構成している。今日、単一のアルプス越え路線として統合されているその二路線は、革新的ソリューションの包括的・多角的なまとまりを包含している。そして、そのソリューションは、建築学・土木工学的業績の点と、沿線の景観との審美的調和の点から、山岳鉄道の技術的発展における人類の文化的価値の重要な交流の例証を備えている」[21]と説明されている。

- (4) 人類の歴史上重要な時代を例証する建築様式、建築物群、技術の集積または景観の優れた例。
  - 世界遺産委員会の決議ではこの基準の適用理由について「レーティッシュ鉄道のアルブラ線とベルニナ線は、高山を走る山岳鉄道が20世紀最初の10年間に経験した発展のきわめて重要な例証である。それは、山岳地帯における人類の諸活動の長期的発展に対し、役に立った偉大な特質の申し分のない例を示している。それによって提示される鉄道と結びついた多様な景観群は、人と自然のある種の関係が栄えているこの時代を示しているのである」[21]と説明されている。